# آندری یکم بوگولیوبسکی
آندری اول یوریویچ، که معمولاً با لقب آندری پارسا شناخته می‌شود (روسی: Андрей Боголюбский) (۱۱۱۱–۲۸ ژوئن ۱۱۷۴)، شاهزاده بزرگ ولادیمیر-سوزدال از سال ۱۱۵۷ تا زمان درگذشتش بود. سلطنت او شاهد کاهش کامل حاکمیت کیف بر شمال شرقی روس، و ظهور ولادیمیر به عنوان پایتخت جدید بود. آندری در غرب به سزار سکایی شناخته شده بود و در کلیسای ارتدکس روسی با عنوان قدیس متبرک شد.

## زندگی

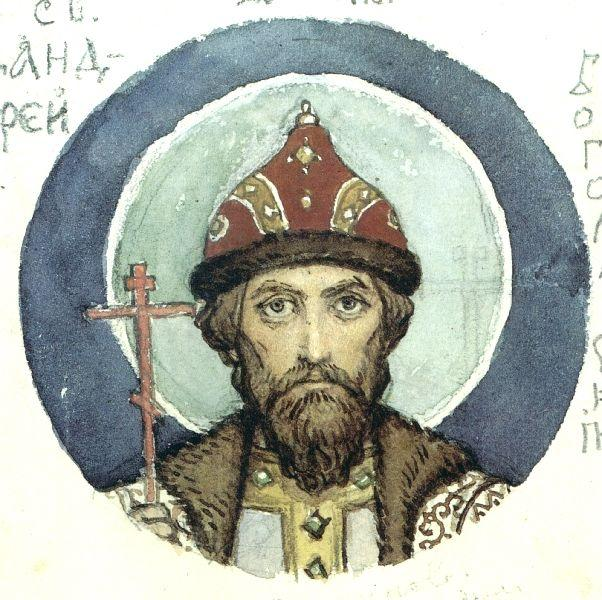
شاهزاده بزرگ، سنت آندری بوگولیوبسی, اثر ویکتور وستنسوف

او پسر یوری دولگوروکی بود، که پسرش را در شهر ویشهورود (نزدیک کیف)به عنوان شاهزاده اعلام کرد. مادر او یک شاهزاده کومان، دختر خان کومانها به نام آئپا، بود. 
آندری در سال 1155 شهر ویشهورود را ترک کرد و به شهر ولادیمیر رفت. پس از درگذشت پدرش در سال 1157، او نی یز (شاهزاده) ولادیمیر، روستاف - سوزدال شد.
آندری یوگولیوبسکی سعی کرد سرزمین های روس را تحت اختیار خودرا متحد کند. او از سال 1159 مداوم برای تسلیم شهر نووگرود به حوزه تحت اختیار خود تلاش کرد و یک بازی پیچیده دیپلماتیک و نظامی را در جنوب روسیه را هدایت میکرد. درسال 1162، آندری سفارت خودرا به ثسطنطنیه فرستاد و در آنجا برای یک کلانشهر جداگانه در ولادیمیر لابی کرد. درسال 1169، سربازانش کیف را غارت کردند و هیچوقت قبل از این، کیف آنقدر وبران نشده بود.  پس از غارت این شهر،  آثار هنری بسیاری به سرقت رفت، مانند تمثال بیزانسی مادر خدا. آندری در تلاش برای متحد کردن سرزمین های تحت فرمانش با کیف، برادرش گلب را به عنوان شاهزاده کیف برگزید. پس از درگذشت برادرش درسال 1171، آندری درگیر یک جنگ دوساله، بریا حفظ کردن کنترل کیف، شد که به شکست او انجامید. 
آندری حق دریافت باج و خراج را از مردم سرزمین رود دوینای شمالی را به دست آورد. آندری بوگولیوبسکی با تبدیل شدن به حاکم تمام سرزمین های سوزدال، پایتخت خود را به شهر ولادیمیر منتقل کرد، شهر و را تقویت کرد و کلیسای جامع صعود مریم، کلیسای شفاعت تئوتوکوس بر رود نرل   و دیگر کلیساها و صومعه هارا باشکوه ساخت. تحت رهبری وی، شهر ولادیمیر بسیار بزرگ شد و استحکامات زیادی در اطراف شهر بنا شد.
در همین زمان قلعه بوگولبوباوا در کنار شهر ولادیمیر ساخته شد و یکی از از اقامتگاه های مورد علاقه آندری شد. در حقیقت آندری لقب بوگولیوبسکی را به احترام همین مکان دریافت کرد. در دوران سلطنت او، ولادیمیر - سوزدال به موقعیت و قدرت چشمگیری رسید و میان شاهزاده نشین های روس قویترین بود. تقویت و بسط قدرت و نفوذ آندری و کشمکش با بویارهای برجسته و پرنفوذ و نارضایتی آنها از آندری، علت توطئه قتل او شد. در نتیجه، آندری در شب 28 ژوئن تا 29 ژوئن 1174، به قتل رسید. بیست نفر از ملازمان عصبانی به اتاق او ریختند و آندری را در رختخواب کشتند. تبر جنگی سیمگون او اکنون در موزه دولتی تاریخ روسیه قرار دارد. 
پسر او، یوری بوگولیوبسکی، نخستین همسر ملکه تامار گرجستانی بود.